# Kreis Lötzen
Der Kreis Lötzen war ein Landkreis in der früheren Provinz Ostpreußen. Er bestand von 1818 bis 1945 und lag im Bereich der Masurischen Seenplatte in Masuren. Die Stadt Lötzen war die Kreisstadt des Kreises.

## Gebiet und Einwohner
Die Gesamtfläche des Kreises umfasste 898,8 km², davon wurden ca. 70 % landwirtschaftlich genutzt, etwa zehn Prozent waren Waldgebiete und ca. 12,5 % Wasserfläche. Von den 46 Seen waren 23 größer als 0,5 km². Die drei größten Seen waren der Löwentinsee 24,62 km², der Kissiansee 19,50 km² und der Rheiner See 11,30 km². Die großen Seen sind durch schiffbare Kanäle verbunden.
Der Kreis hatte zuletzt 50.012 Einwohner, davon lebten in der Stadt Lötzen 16.288, in der Stadt Rhein 2429 und in den 86 Landgemeinden insgesamt 31.295 Einwohner. Widminnen, ein günstig gelegener Marktflecken, war mit 2335 Einwohnern das größte Dorf des Landkreises.
Die übrigen Gemeinden und der Forst-Gutsbezirk Borker Heide, Anteil Kr. Lötzen waren in 19 Amtsbezirken zusammengefasst. Kirchlich gliederte sich der Kreis in die evangelischen Kirchspiele Adlersdorf, Groß Stürlack, Königshöhe, Lötzen Land und Stadt, Neuhoff, Milken, Rhein, Rotwalde und Widminnen. In Lötzen gab es außerdem eine katholische Pfarrgemeinde mit der St.-Bruno-Gedächtniskirche. Der Kreis Lötzen war vor 1945 zu 93,3 % evangelisch.
Bei der Volksabstimmung am 11. Juli 1920 stimmten 29.378 Wähler für den Verbleib bei Ostpreußen und 9 für den Anschluss an Polen, 14 Stimmen waren ungültig. Nach Angaben von Robert Kempa stammten die 9 für Polen abgegebenen Stimmen von zwei aus Polen stammenden Familien, die sich vor dem Ersten Weltkrieg im Kreisgebiet niedergelassen hatten.

## Verwaltungsgeschichte

### Königreich Preußen
Der größte Teil des Gebiets des Kreises Lötzen gehörte seit der ostpreußischen Kreisreform von 1752 zum damaligen Kreis Seehesten, der die alten ostpreußischen Hauptämter Angerburg, Lötzen, Rhein und Seehesten sowie das Erbamt Neuhoff umfasste.

Der Kreis Lötzen in den Grenzen von 1818 bis 1945

Im Rahmen der preußischen Verwaltungsreformen ergab sich mit der „Verordnung wegen verbesserter Einrichtung der Provinzialbehörden“ vom 30. April 1815 die Notwendigkeit einer umfassenden Kreisreform in ganz Ostpreußen, da sich die 1752 eingerichteten Kreise als unzweckmäßig und zu groß erwiesen hatten. Zum 1. September 1818 wurde im Regierungsbezirk Gumbinnen aus dem mittleren Teil des Kreises Seehesten der neue Kreis Lötzen gebildet. Dieser umfasste die Kirchspiele Lötzen, Königshöhe, Milken, Neuhoff, Orlowen, Rhein, Rydzewen, Groß Stürlack und Widminnen.
Das Landratsamt war zunächst in der Stadt Rhein und wurde 1820 nach Lötzen verlegt. Nach dem Zusammenschluss der Provinz Preußen mit Westpreußen am 3. Dezember 1829 gehörte der Kreis zur neuen Provinz Preußen mit dem Amtssitz in Königsberg i. Pr.

### Norddeutscher Bund und Deutsches Reich
Seit dem 1. Juli 1867 gehörte der Kreis zum Norddeutschen Bund und ab dem 1. Januar 1871 zum Deutschen Reich. Nach der Teilung der Provinz Preußen in die Provinzen Ostpreußen und Westpreußen wurde der Kreis Lötzen am 1. April 1878 Bestandteil Ostpreußens. Mit dem 1. November 1905 trat der Kreis Lötzen zum neugebildeten Regierungsbezirk Allenstein.
Zum 30. September 1928 fand im Kreis Lötzen entsprechend der Entwicklung im übrigen Preußen eine Gebietsreform statt, bei der alle Gutsbezirke bis auf einen aufgelöst und benachbarten Landgemeinden zugeteilt wurden. Gleichzeitig wurden die Gutsbezirke Borken, Groß Salzig-See und Klein Hensel-See aus dem Kreis Sensburg in den Kreis Lötzen umgegliedert.
Während der Ostpreußischen Operation (1945) wurde das Kreisgebiet durch die Rote Armee besetzt. Nach Kriegsende wurde das Kreisgebiet im Sommer 1945 von der sowjetischen Besatzungsmacht gemäß dem Potsdamer Abkommen unter polnische Verwaltung gestellt. Soweit die deutsche Bevölkerung nicht geflohen war, wurde sie in der Folgezeit größtenteils aus dem Kreisgebiet vertrieben.

## Einwohnerentwicklung
| Jahr | Einwohner | Quelle |
| ---- | --------- | ------ |
| 1818 | 19.296    | [ 4 ]  |
| 1846 | 28.936    | [ 5 ]  |
| 1871 | 39.203    | [ 6 ]  |
| 1890 | 41.793    | [ 7 ]  |
| 1900 | 40.452    | [ 7 ]  |
| 1910 | 41.209    | [ 7 ]  |
| 1925 | 45.724    | [ 7 ]  |
| 1933 | 46.100    | [ 7 ]  |
| 1939 | 47.681    | [ 7 ]  |

## Politik

### Landräte
- 1818–182600Karl Theodor von Przyborowski
- 1826–183100Paul Karl von Jastrzemsbki
- 1832–184200Stechern
- 1843–187100Friedrich Bielitz (1813–1877)
- 1872–187600Max von Wurmb (1835–1886)
- 1877–188900Horst von Lyncker
- 1890–190000Christian Karl von Byla (1857–1933)
- 1900–190100Friedrich von Bernuth (1865–1943)
- 1901–192300Armin von Tyszka (1864–1934)
- 1923–193300Ludwig von Herrmann
- 1933–194000Ernst Speidel (1879–1957)
- 1941–194500Carl Rachor[8]

### Wahlen
Im Deutschen Kaiserreich bildete der Kreis Lötzen zusammen mit dem Kreis Angerburg den Reichstagswahlkreis Gumbinnen 5.

### Kommunalverfassung
Der Kreis Lötzen gliederte sich in Städte, in Landgemeinden und – bis zu deren nahezu vollständigem Wegfall – in Gutsbezirke. Mit Einführung des preußischen Gemeindeverfassungsgesetzes vom 15. Dezember 1933 sowie der Deutschen Gemeindeordnung vom 30. Januar 1935 wurde zum 1. April 1935 das Führerprinzip auf Gemeindeebene durchgesetzt. Eine neue Kreisverfassung wurde nicht mehr geschaffen; es galt weiterhin die Kreisordnung für die Provinzen Ost- und Westpreußen, Brandenburg, Pommern, Schlesien und Sachsen
vom 19. März 1881.

## Gemeinden
Der Kreis Lötzen umfasste am 1. Januar 1938 zwei Städte und 88 weitere Gemeinden:
- Adlig Wolla
- Bergwalde
- Bilsken
- Birkensee
- Birkfelde
- Bogatzko
- Brassendorf
- Czarnowken
- Czybulken
- Dannowen
- Faulhöden
- Freiort
- Gneist
- Graywen
- Gregerswalde
- Grondzken
- Groß Gablick
- Groß Jagodnen
- Groß Jauer
- Groß Konopken
- Groß Kosuchen
- Groß Notisten
- Groß Stürlack
- Groß Wronnen
- Grünau
- Grünwalde
- Gutten
- Jedamken
- Junien
- Kampen
- Klein Jagodnen
- Klein Jauer
- Klein Notisten
- Klein Skomatzko
- Klein Stürlack
- Klein Wronnen
- Königshöhe
- Kronau
- Kruglinnen
- Langenwiese
- Lawken
- Lindenheim
- Lindenwiese
- Lötzen, Stadt
- Martinshagen
- Mertenau
- Mertenheim
- Milken
- Münchenfelde
- Neuforst
- Neuhoff
- Okrongeln
- Orlen
- Orlowen
- Paprodtken
- Perkunen
- Preußenburg
- Radzien
- Rauschenwalde
- Reichensee
- Rhein, Stadt
- Rhog
- Rodenau
- Rodental (Ostpr.)
- Rotwalde
- Rübenzahl
- Ruhden
- Salza
- Schalensee
- Schedlisken
- Schönballen
- Schwiddern
- Sczepanken
- Sczyballen
- Skoppen
- Spirgsten
- Staßwinnen
- Steintal
- Steinwalde
- Sulimmen
- Talken
- Trossen
- Upalten
- Waldfließ
- Weidicken
- Wensowken
- Widminnen
- Willkassen
- Wissowatten
- Zondern

Im Kreis lag außerdem der gemeindefreie Forstgutsbezirk Borker Heide.
Vor 1945 aufgelöste Gemeinden
- Birkensee, am 1. Oktober 1939 zu Kronau
- Großbalzhöfen, am 1. Oktober 1938 zu Balzhöfen
- Kallinowen, am 1. Oktober 1936 zu Groß Wronnen
- Kleinbalzhöfen, am 1. Oktober 1938 zu Balzhöfen
- Kowalewsken, am 1. Oktober 1936 zu Sczyballen (Ksp. Orlowen)

## Ortsnamen
1938, in mehreren Fällen auch schon in den Jahren davor, wurden im Kreis Lötzen zahlreiche Ortsnamen eingedeutscht. Das waren meist lautliche Angleichungen, Übersetzungen oder freie Erfindungen:
- Adlig Bialla: Bleichenau
- Adlig Wolla: Freihausen
- Antonowen: Antonsdorf
- Bilsken: Billsee
- Bogatzewen (ab 1927:) Reichensee
- Bogatzko: Rainfeld
- Czarnowken: Grundensee
- Czybulken: Richtenfeld
- Czyprken (ab 1928:) Freiort
- Dannowen: Dannen
- Franziskowen: Freihausen
- Gaylowken: Gailau
- Glombowen: Leithof
- Graywen: Graiwen
- Grondzken: Funken
- Groß Jagodnen: Großkrösten
- Groß Konopken: Hanffen
- Groß Kosuchen: Allenbruch
- Groß Wronnen: Großwarnau
- Grzybowen (ab 1929:) Birkensee
- Hermanawolla (ab 1929:) Hermannshorst
- Jedamken: Stenzeln
- Jesziorken (ab 1928:) Preußenburg
- Junien: Kleinbalzhöfen
- Kamionken (ab 1928:) Steintal
- Klein Jagodnen: Kleinkrösten
- Klein Konopken (ab 1929:) Waldfließ
- Klein Skomatzko: Skomand
- Klein Wronnen: Kleinwarnau
- Kleszewen (ab 1928:) Brassendorf
- Koszinnen (ab 1928:) Rodenau
- Kruglinnen: Kraukeln
- Krzysahnen (ab 1927:) Steinwalde
- Lawken: Lauken
- Lipiensken (ab 1927:) Lindenwiese
- Lipowen (ab 1928:) Lindenheim
- Mallinken (ab 1930:) Birkfelde
- Marczinawolla (ab 1929:) Martinshagen
- Masuchowken (ab 1936:) Rodental (Ostpr.)
- Mniechen (ab 1928:) Münchenfelde
- Mnierczeiewen (ab 1928:) Mertenau
- Mrowken (ab 1929:) Neuforst
- Okrongeln: Schwansee (Ostpr.)
- Orlen: Arlen
- Orlowen: Adlersdorf
- Paprodtken: Goldensee
- Pierkunowen (ab 1935:) Perkunen
- Pietzonken (ab 1930:) Grünau
- Przykopp: Hessenhöh
- Radzien: Königsfließ
- Rhog: Klein Lenkuk
- Ruhden: Eisenwerk
- Rydzewen (ab 1927:) Rotwalde
- Schedlisken: Dankfelde
- Schemionken (ab 1928:) Bergwalde
- Sczepanken: Tiefen
- Sczyballen (Ksp. Orlowen): Lorenzhall
- Sczyballen (Ksp. Rydzewen) (ab 1928:) Schönballen
- Skoppen: Reichenstein (Ostpr.)
- Skorupken (ab 1927:) Schalensee
- Slabowen: (ab 1928:) Langenwiese
- Spiergsten: Spirgsten
- Spiergsten-Grünwalde: Spirgsten-Grünwalde
- Staßwinnen: Eisermühl
- Strzelzen: Zweischützen
- Sucholasken (ab 1935:) Rauschenwalde
- Uszranken (ab 1881:) Königshöhe
- Wensowken: Großbalzhöfen
- Weydicken: Weidicken
- Wierczeyken (ab 1928:) Gregerswalde
- Willkassen: Wolfsee
- Willudtken: Heydeck